# Acalypha transvaalensis
Acalypha transvaalensis är en törelväxtart som beskrevs av Michel Gandoger. Acalypha transvaalensis ingår i släktet akalyfor, och familjen törelväxter. Inga underarter finns listade i Catalogue of Life.